# キツネの入った言葉一覧
キツネの入った言葉一覧（キツネのはいったことばいちらん）では、ことわざや慣用句および名詞の一部に「きつね」「キツネ」「狐」が使用されている言葉を一覧に記す。

## ことわざ・慣用句
きつねにつままれる
きつねに化かされること。出来事の意外さにぼんやりすること。
虎の威を借る狐
実力者の威光を借りていばること。中国の古典「戦国策」より。
狐の子は頬白
子が親に似ていること。「かえるの子はかえる」などと同義。
狐に小豆飯
好きなものを目の前に置けばすぐ手を出すことから、油断のならないこと、危険なこと。
キツネは尾でわかる（The fox is known by his brush.）
英語のことわざ。人にはそれぞれ特徴がある、という意味。
A quick brown fox jumps over the lazy dog.
「すばやい茶色のキツネがのろまなイヌを飛び越える」英語のpangram（パングラム、各文字をなるべく一度ずつ使った文。ただし、これはaやoが2回使われている。）　
いろは狐
「いろは」の文字を染め抜いた着物を着た女に化け、通行人をたぶらかしたかした東照宮仮宮（仙台市）ゆかりの伝説の狐の名前。

## 普通名詞
狐福
おもいがけない幸運。
きつね焼き
食材などを狐色に焼くこと。
狐窓
屋根の下に設置された三角形の通気穴。
きつね飯
油揚げを刻んで混ぜた飯。
狐矢（きつねや）
流れ矢。
狐日和（きつねびより）
降ったかと思ったら照ったりする天候。
狐塚
キツネの巣穴。
キツネ目
きつねのように細く、目尻がつり上がった目のこと。グリコ・森永事件に際してキツネ目の男が重要参考人とされたことで広く知られる表現となった。
キツネ顔
狐を連想させるような細面で切れ長の目の顔立ち。弥生系の顔。対義語は狸顔
revontulet
オーロラのこと。フィンランド語では「狐の」（revon）+「火」（tulet）。
英語の「Foxy」という単語には「狐のような」という意味のほかに「狡猾な・ずる賢い」あるいは「妖艶な・魅力的な」という意味を持つ形容詞があり、いずれもキツネに関するイメージからの派生といえる。

### 怪異
狐憑き
きつねの霊が人間にのりうつること。精神錯乱のような状態。
狐火（狐の提灯、狐の嫁入り）
いわゆる鬼火。きつねが口から吐く火らしい。「狐の嫁入り」は狐火が複数並んで嫁入り行列の提灯のようにみえるもの。空は晴れているのに雨が降ることも「狐の嫁入り」という。
九尾狐（きゅうびこ）
尾が9本に分かれた狐。日本語風に「九尾の狐（きゅうびのきつね）」とも。本来は中国の伝説の霊獣であったが、日本にも妖怪のようなものとして伝説が残っている。
天狗（あまつきつね）
火球、すなわち、流星の大きなもの。天狗（てんぐ）のルーツの1つ。「日本書紀」巻23、舒明天皇の条の9年（637年）に記載がある。
九年の春二月の丙辰の朔にして戊寅に、大きなる星、東より西に流る。すなわち音ありて雷に似たり。時の人の曰く、「流星の音なり」といふ。また曰く、「地雷（つちいかずち）なり」といふ。ここに僧旻僧（そうみんほふし）が曰く、「流星に非ず。こは天狗（あまつきつね／あまつととね）なり。その吠いる聲、雷に似たらくのみ」といふ。
（舒明天皇9年2月23日戊寅（637年3月24日）、大きな星が東から西に流れた。すぐに雷のような音がして、人々は流れ星の音だと言い、また雷だと言った。渡来人の子孫で当時一級の知識人であった僧旻法師によれば、「これは流れ星ではなく、天狗（あまつきつね）というもので、雷鳴のような声で鳴く」とのことであった）
僧旻の言葉は、おそらく「史記」の「漢書」、あるいは「五雑爼」の説をふまえたものであろう。「漢書」には、「流れ星のうち音がするものを天狗というが、これは流れ星が落ちたところには狗のような生き物がいるからである」とあり、「五雑爼」も同様の説をなしている（同じ「史記」でも「天官書」には「天狗星」について少し違った記述がある）。
管狐（くだぎつね）
竹筒に収まるほど小さい、獣の姿の憑き物。主に中部地方に伝わる。

### ゲーム
狐拳（きつねけん）
いわゆるじゃんけんのようなもの。両手を開いて耳の横に掲げるのが「狐」。庄屋に勝つ。ひざの上に両手を置くのが「庄屋」。鉄砲に勝つ。左手を握って前に出すのが「鉄砲（狩人）」。狐に勝つ。籐八拳（とうはちけん）、庄屋拳（しょうやけん）とも呼ぶ。
キツネとガチョウ（fox and geese）
ふたりで遊ぶボードゲーム。1個のキツネの駒と17個のガチョウの駒がある。盤上を交互に動き、キツネはガチョウを12個捕ったら勝ち、ガチョウはキツネを動けなくしたら勝ち、というゲーム。
フォックスハンティング
狩猟のキツネ狩りになぞらえた、電波発振源を特定する遊びまたは競技。電波発信源を特定するために、無線技術を利用する。
狐潰し
キツネなどの生きた動物を空中に弾き飛ばして楽しむスポーツ。

### 生物の名前
- 動物
  - キツネザル・キツネメバル・キツネダイ・キツネウオ・ヤクシマキツネウオ・キツネベラ・シマキツネベラ
- 植物（標準和名）
  - キツネノボタン・キツネノマゴ・キツネアザミ・キツネノカミソリ・キツネヤナギ・キツネガヤ・キツネユリ
- 植物（地方名）
  - キツネノテブクロ（ジギタリス）・キツネバナ/キツネノタイマツ（ヒガンバナ）・キツネノマクラ（カラスウリ）
  - キツネササゲ/キツネノササゲ（アケボノソウ）
- キノコ
  - キツネタケ・キツネノチャブクロ・キツネノカラカサ
  - キツネノタイマツ・キツネノロウソク・キツネノエフデ

### 料理
きつねうどん・きつねそば（きつね (麺類)を参照）
甘辛く煮た油揚げを乗せたうどんやそば。いなり寿司と同様、キツネの好物が油揚げだとされていることに由来する名称。1893年（明治26年）創業の大阪・船場のうどん屋、松葉家がいなり寿司から着想を得て考案したと伝えられている。
大阪では油揚げを乗せたうどんをきつねと称する。一方、 京都や東京などでは油揚げなどを乗せたうどんをきつねうどん、そばをきつねそば（大阪でいう「たぬき」）と称する。また、信太（現在の大阪府和泉市葛の葉町付近）の葛の葉狐にちなんでしのだうどん、しのだそばとも呼び、名古屋などでは一般的な名称である。
きつね寿司
いなり寿司のこと。共通語としては現在では稀 。また、しのだ寿司とも呼ぶ。
きつね丼
刻んだ油揚げをねぎなどと甘辛く煮て、ご飯に乗せた丼。きつね飯ともいう。大阪では多くの場合鶏卵でとじたものを呼ぶが、京都ではこれを衣笠丼と称する。卵でとじる場合は蒲鉾を加えることも多い。なお、油揚げを入れず、蒲鉾のみを卵でとじた丼は木の葉丼と呼ぶ。家庭で料理されるほか、うどん屋などのメニューに見られる。
きつね色
きつねの体色のような淡い黄色と思われているが、実際は濃い茶色。料理でおいしそうな焦げ目の色として、こんがりと共によく使われる表現。

## 地名
特徴的な地名として、以下のものがある
- 北海道・東北
  - 北海道 狐越岬、キツネ川
  - 青森県 独狐森、狐坂、狐沢山、野崎狐久保
  - 岩手県 狐禅寺、狐洞、狐堂、狐石
  - 宮城県 狐小路、狐ヶ岩屋、狐崎切付、狐ヶ森
  - 秋田県 日暮狐森、年子狐、狐柳
  - 山形県 狐越
  - 福島県 白狐、狐作、穴狐原
- 関東
  - 群馬県 狐萱、白狐沢
  - 千葉県 野狐台町、上白狐、下白狐
  - 東京都 きつね坂、きつね塚通り
- 中部
  - 新潟県 狐興野
  - 山梨県 一宮町狐新居
  - 長野県 狐穴沢、狐池
  - 岐阜県 竹鼻町狐穴
  - 静岡県 狐ヶ崎
  - 愛知県 狐土居、狐狭間、狐廻間
- 北陸
  - 富山県 水橋狐塚、狐島、東狐
  - 福井県 狐橋
- 近畿
  - 京都府 狐子坂、狐ケズコ、狐瀬、狐谷横穴群
  - 滋賀県 狐川
  - 大阪府 狐池
  - 奈良県 狐井
  - 和歌山 狐島、キツネ島、狐橋
  - 兵庫県 狐 (伊丹市)、狐 (須磨区)、狐ノ森
- 中国
  - 岡山県 狐尾池、狐𡉕（きつねくろ）[3]
  - 広島県 狐ヶ城、狐峠
  - 山口県 狐ヶ峯
- 九州
  - 福岡県 狐岩橋
  - 宮崎県 狐島
  - 熊本県 狐塚川
  - 鹿児島県 狐ヶ丘

狐塚、狐山などは各地に見られる地名である。

## 催事
湯田温泉白狐祭り
山口県山口市にて毎年4月上旬に開催される夜祭
キツネ・コン
アメリカ合衆国ウィスコンシン州アップルトン市にて毎年開催されるアニメコンヴェンション